# 10847 Koch
För andra betydelser, se Koch (olika betydelser).
10847 Koch eller 1995 AV4 är en asteroid i huvudbältet som upptäcktes den 5 januari 1995 av den tyske astronomen Freimut Börngen vid Tautenburg-observatoriet. Den är uppkallad efter den tyske nobelpristagaren Robert Koch.
Asteroiden har en diameter på ungefär 7 kilometer och den tillhör asteroidgruppen Eos.